# Love and Peace
Pour l’article homonyme, voir Love and Peace (film).
Albums de Girls' Generation
I Got a Boy
(2013) Best Selection Non Stop Mix
(2013)
Singles
1. Love & Girls
Sortie : 19 juin 2013
2. Galaxy Supernova
Sortie : 18 septembre 2013
3. My Oh My
Sortie : 5 novembre 2013

EPs par Girls' Generation
Hoot
(2010) Mr.Mr.
(2014)
Love and Peace est le troisième album studio japonais (sept en tout) du girl group sud-coréen Girls' Generation. L'album est sorti le 10 décembre 2013 sous le label Nayutawave Records, une filiale d'Universal Music Group.

## Liste des titres
| Love and Peace – Standard edition | Love and Peace – Standard edition             | Love and Peace – Standard edition                                                | Love and Peace – Standard edition                                             | Love and Peace – Standard edition | Love and Peace – Standard edition | Love and Peace – Standard edition | Love and Peace – Standard edition | Love and Peace – Standard edition | Love and Peace – Standard edition |
| No                                | Titre                                         | Auteur                                                                           | Producteur(s)                                                                 | Durée                             |                                   |                                   |                                   |                                   |                                   |
| --------------------------------- | --------------------------------------------- | -------------------------------------------------------------------------------- | ----------------------------------------------------------------------------- | --------------------------------- | --------------------------------- | --------------------------------- | --------------------------------- | --------------------------------- | --------------------------------- |
| 1.                                | Gossip Girls                                  | Kanata Okajima, Andreas Öberg, Maria Marcus                                      | Andreas Öberg, Maria Marcus                                                   | 3:16                              |                                   |                                   |                                   |                                   |                                   |
| 2.                                | Motorcycle                                    | Marcus, Öberg                                                                    | Marcus, Öberg                                                                 | 3:31                              |                                   |                                   |                                   |                                   |                                   |
| 3.                                | Flyers                                        | Steven Lee, Sebastian Thott, Didrik Thott                                        | Sebastian Thott                                                               | 4:03                              |                                   |                                   |                                   |                                   |                                   |
| 4.                                | Galaxy Supernova                              | Kamikaoru, Frederik Nordsø Schjoldan, Fridolin N. Schjoldan, Martin Hedegaard    | Kamikaoru, Frederik Nordsø Schjoldan, Fridolin N. Schjoldan, Martin Hedegaard | 3:09                              |                                   |                                   |                                   |                                   |                                   |
| 5.                                | Love & Girls                                  | Kamikaoru                                                                        | Erik Lidbom, Ronny Svendsen, Anne Judith Wik                                  | 3:07                              |                                   |                                   |                                   |                                   |                                   |
| 6.                                | Beep Beep                                     | Jeff Miyahara, Anne Judith Wik, Ronny Svendsen, Nermin Harambasic, Robin Jenssen | Dsign Music                                                                   | 3:21                              |                                   |                                   |                                   |                                   |                                   |
| 7.                                | My Oh My                                      | Erik Lewander, Ylva Dimberg, Louis Schoorl                                       | Erik Lewander, Ylva Dimberg, Louis Schoorl                                    | 3:10                              |                                   |                                   |                                   |                                   |                                   |
| 8.                                | Lips                                          | Daniel "Obi" Klein, Charlie Taft                                                 | Daniel "Obi" Klein, Charlie Taft                                              | 3:48                              |                                   |                                   |                                   |                                   |                                   |
| 9.                                | Do the Catwalk                                | Junji Ishiwatari                                                                 | Kanata Okajima, Öberg, Marcus                                                 | 4:01                              |                                   |                                   |                                   |                                   |                                   |
| 10.                               | Karma Butterfly                               | Grace Tither, Christian Vinten                                                   | Christian Vinten                                                              | 3:12                              |                                   |                                   |                                   |                                   |                                   |
| 11.                               | Linguafranc (リンガ・フランカ; Ringa Furanka) | Hidenori Tanaka, Agehasprings                                                    | Öberg, Hallgren Jon, Ylva Dimberg                                             | 3:07                              |                                   |                                   |                                   |                                   |                                   |
| 12.                               | Everyday Love                                 | Obie Mhondera, Tim Hawes, Katerina Bramley, Tom Diekmeier                        | Obie Mhondera, Tim Hawes, Katerina Bramley, Tom Diekmeier                     | 3:30                              |                                   |                                   |                                   |                                   |                                   |
| 13.                               | Blue Jeans (Fanclub Edition Bonus Track)      | Obie Mhondera, Tim Hawes, Katerina Bramley, Tom Diekmeier                        | Obie Mhondera, Tim Hawes, Katerina Bramley, Tom Diekmeier                     | 3:28                              |                                   |                                   |                                   |                                   |                                   |
| 41:15                             |                                               |                                                                                  |                                                                               |                                   |                                   |                                   |                                   |                                   |                                   |

## Classement

### Weekly charts
| Classement (2013–14)            | Meilleure position |
| ------------------------------- | ------------------ |
| Japanese Albums (Oricon)        | 1                  |
| Japanese Top Albums (Billboard) | 2                  |

### Year-end charts
| Classement (2014)               | Meilleure position |
| ------------------------------- | ------------------ |
| Japanese Albums (Oricon)        | 25                 |
| Japanese Top Albums (Billboard) | 40                 |